# Laura Waem
Laura Waem (Beveren, 5 agosto 1997) è una ginnasta belga.
Con la nazionale belga di ginnastica artistica ha partecipato ai mondiali di Anversa 2013 e agli europei di Sofia 2014.